# Emile Beaumont Baron d’Erlanger
Emile Beaumont Baron d’Erlanger (* 4. Juni 1866 in Paris; † 1939 in Hythe, Kent) war ein französischer Bankier, Musiker, Musikliebhaber und Förderer der Künste.

## Leben
Emile Beaumont Baron d’Erlanger war der zweite Sohn des sehr vermögenden, in Frankfurt geborenen Bankiers Emile Frédéric Baron d’Erlanger (1832–1911) und seiner US-amerikanischen Frau Marguérite Mathilde Slidell (1842–1927). Sein Vater vertrat zunächst das elterliche Frankfurter Bankhaus Erlanger & Söhne in Paris, zog aber kurz vor Ausbruch des Deutsch-Französischen Krieges 1870 nach London und gründete dort eine neue Bank, „Erlanger & Co.“.
Emile Beaumont Baron d’Erlangers älterer Bruder, Raphael Slidell Baron d’Erlanger, wurde Naturwissenschaftler und Professor in Heidelberg, sodass Emile die Bankausbildung zufiel. Von seinem Vater wurde er mit dem Vorsitz der Eisenbahngesellschaften des Nordens betraut. Auch finanzierte er die Planungsfirma Channel Tunnel Company (Vorgängerin von Eurotunnel) und mietete u. a. bereits um 1890 einige Hallen für erste Bauuntersuchungen an. Er war zuletzt Präsident der aus „Erlanger & Co.“ hervorgegangenen Merchant Bank „Emil Erlanger & Co.“, welche ab 1928 unter dem Namen „Erlanger Ltd.“ firmierte. Der in Frankreich geborene Sohn deutsch-amerikanischer Eltern wurde schließlich in Großbritannien naturalisiert.

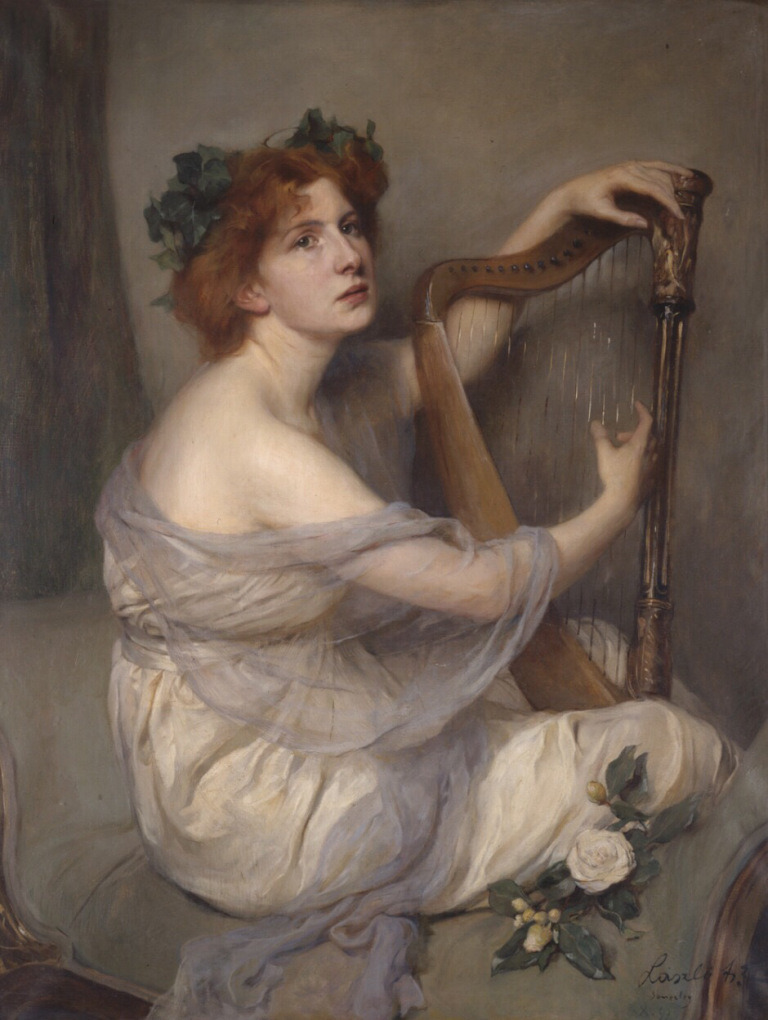
Cathérine d'Erlanger (1899, von Philip de László)

1895 heiratete er in Paris Rose Marie Antoinette Cathérine, genannt Kate, geborene de Robert d'Aqueria de Rochegude (1874–1959). Sie war die Tochter eines Großgrundbesitzers und Reeders aus Le Havre.
Sie wohnten u. a. in Falconwood, Woolwich, in der Nähe von Shooters Hill, im Südosten von Groß-London, meist aber in ihrem Haus 139 Piccadilly, dem früheren Heim von Lord Byron. 1926 erwarb Kate gemeinsam mit ihrem Freund, dem Bonvivant Alberto Clinton Landsberg und Paul Rodocanachi die Villa Foscari bei Venedig, einen berühmten Bau von Andrea Palladio, der zuvor schon ihrem Schwiegervater gehört hatte; die drei Besitzer hielten dort große Sommersalons ab. Der jüdischstämmige Bankierssohn Bertie Landsberg musste 1939 vor den italienischen Faschisten fliehen. Noch auf ihrem späteren amerikanischen Wohnsitz in Beverly Hills sah Kate d'Erlanger sich als Patronin der Ballets Russes aus Monte Carlo unter Sergei Djagilew.
Das Ehepaar hatte vier Kinder:
- Robert (genannt Robin) Emile Frédéric Regis d'Erlanger (1896–1934), Reserveoffizier im Ersten Weltkrieg, später Teilhaber des Bankhauses Erlanger Ltd. 1928 heiratete er Myrle Farquharson of Invercauld (1897–1941). Zwei Jahre später wurde ihr einziges Kind Zoe Caroline Georgia (* 2. Februar 1930) geboren. Robin starb bereits am 13. Oktober 1934 an den Folgen einer Mandelentzündung. Sein früher Tod stürzte seinen Vater Emile Beaumont Baron d’Erlanger in tiefer Depressionen, sodass er sich vom nachlassenden Bankiergeschäft zurückzog auf sein Landhaus in Hythe und dort 1939 verstarb.
- Liliane Mary Mathilde, genannt Baba, Baroness d’Erlanger (1901–1945)
- Gérard John Leo Regis Baron d’Erlanger (1906–1962)
- Bianca Baronesse d’Erlanger

## Nachkommen
- Roberts Witwe Myrle d'Erlanger, geb. Farquharson of Invercauld, erbte 1936 den schottischen Besitz Invercauld Castle und wurde das 15. Oberhaupt des Clans Farquharson. Sie blieb auch nach Ausbruch des Zweiten Weltkrieges und Beginn der Bombenangriffen in London wohnen, schickte aber ihre Tochter Zoe Caroline Georgia vorsichtshalber zu Freunden nach New York. Bei einem deutschen Bombenangriff am 11. Mai 1941 starb sie in London.
  - Die Enkelin Zoe Caroline Georgia Baroness d’Erlanger, wuchs als Vollwaise in der Familie ihres Onkels Sir Gérard John Leo Regis Baron d’Erlanger (1906–1962) auf. Sie heiratete am 26. Oktober 1950 Paul Cater Hyde-Thompson, mit dem sie fünf Kinder hatte.
- Die Tochter Liliane Mary Mathilde, genannt Baba, war durch Geburt und Erziehung eine sehr extravagante Persönlichkeit. Sie heiratete am 14. November 1923 in London Jean-Louis Charles Marie Francois Guy Prinz Faucigny-Lucinge mit dem Nickname „Prince Charming“ und wurde so zur Prinzessin de Faucigny-Lucinge. Das Ehepaar war eines der gefragtesten Ehepaare der High Society zwischen den Weltkriegen.
- Drittes Kind war Gérard John Leo Regis Baron d’Erlanger (1906–1962), der 1958 als Sir Gérald Baron d’Erlanger zum britischen Ritter geschlagen wurde. Er wurde ein erfolgreicher Manager. So war er u. a. Vizepräsident des Bankhauses Erlanger Ltd. unter seinem Cousin  Leo Friedrich Alfred Baron d’Erlanger (1898–1978) als Bankpräsident. Ab 1935 war er Teilhaber des Bankhauses Myers & Co., Mitglied der Londoner Stock Exchange sowie von 1935 bis 1940 Direktor der britischen Fluggesellschaft BOAC. Nach dem Krieg war er Manager, von 1947 bis 1949 Vorstand der Fluggesellschaft BEA, von 1956 bis 1960 nochmals Vorstand der BOAC. 1937 heiratete er Gladys Sammut, die Tochter eines Großkaufmanns und Majors aus dem damals britischen Valletta, der Hauptstadt der Mittelmeerinsel Malta. Beide hatten einen Sohn Robin Gerald und zwei Töchter Penny und Minnie.
  - Robin Gerald Baron d’Erlanger, Enkel Emiles, heiratete 1969 Mary Elizabeth Josephine de Urquijo Pellew (* 1947), Tochter des 9. Viscount Exmouth; sie haben fünf Kinder.
    - Mary Caroline (Minnie) d'Erlanger, Urenkelin, die in erster Ehe am 15. Juli 1964 den Enkel von Sir Winston Churchill heiratete.